# Atopochilus vogti
Atopochilus vogti là một loài cá thuộc họ Mochokidae. Đây là loài đặc hữu của Tanzania. Môi trường sống tự nhiên của chúng là sông ngòi.